# Tomophyllum warburgii
Tomophyllum warburgii är en stensöteväxtart som beskrevs av Barbara S. Parris. Tomophyllum warburgii ingår i släktet Tomophyllum och familjen Polypodiaceae. Inga underarter finns listade.